# Embaixada da Costa Rica em Brasília
A Embaixada da Costa Rica em Brasília é a principal representação diplomática costa-riquenha no Brasil. O atual embaixador é Norman Lizano Ortiz, no cargo desde julho de 2019.
É uma das poucas que não está nos Setores de Embaixadas ou no Lago Sul, onde costumam ficar as embaixadas que não estão no SEN ou SES: fica no Setor de Rádio e Televisão Norte (SRTVN), no Plano Piloto.

## História
Brasil e Costa Rica mantêm relações diplomáticas desde 1906, com o último servindo de interlocutor para o Brasil na América Central. Em 1953, a representação diplomática do Brasil foi aberta na capital costa-riquenha, San José.

## Serviços
A embaixada realiza os serviços protocolares das representações estrangeiras, como o auxílio aos costa-riquenhos que moram no Brasil e aos visitantes vindos da Costa Rica, e também para os brasileiros que desejam visitar ou se mudar para o país centro-americano - a comunidade brasileira vive principalmente na região metropolitana da capital, San José. Outras ações que passam pela embaixada são as relações diplomáticas com o governo brasileiro. Brasil e Costa Rica tem boas relações diplomáticas e relações de comércio com valores que chegaram a 534,9 milhões de dólares.